# Фендельс
Фендельс (нім. Fendels) — громада округу Ландек у землі Тіроль, Австрія.
Фендельс лежить на висоті 1352 м над рівнем моря і займає площу 13,48 км². Громада налічує 270 мешканців.
Густота населення 20/км².
|                                   |
| Фендельс на мапі округу та землі. |

 Адреса управління громади: Hnr. 40, 6528 Fendels.